# Eriotheca gracilipes
Eriotheca gracilipes, também chamada de paineirinha, é uma espécie de planta  da família Malvaceae e do gênero Eriotheca.  

## Taxonomia
O táxon foi descrito oficialmente em 1963 por André Georges Marie Walter Albert Robyns. 
A espécie havia sido descrita anteriormente sob o basiônimo Bombax gracilipes (gênero Bombax) em 1886 por Karl Moritz Schumann. 

## Descrição
Árvores de pequeno a grande porte com 2-10 metros de altura, perenifólias, com tronco retilíneo ou tortuoso. Folhas com 4-5-folíolos e pecíolos de 3-27 cm de comprimento, com base espessada e negra, às vezes com nectários de 4 cm compr. Os folíolos são coriáceos, levemente discolores, esverdeados a castanhos, de formato obovados, obovado-oblongos a oblongos, com ápice arredondado.
Possui também flores axilares, 1-5 em cada cima; botões florais obovóides, com 1,5-2,5 cm de  comprimento, pedúnculo com 0,5 centímetros e pedicelos de 1-4 centímetros de comprimento. Seu fruto é uma cápsula de 5-7 centímetros de comprimento, obovóide, com escamas peltadas castanhas a ferrugíneas, glabrescentes e sementes de 0,5-0,6 centímetros de comprimento.
É encontrada com flores de maio a setembro e frutos de agosto a novembro.

## Distribuição
A espécie é amplamente distribuída no país, principalmente em áreas de Cerrado.
Trata-se da espécie que exibe grandes variações quanto às dimensões das estruturas vegetativas e florais e à forma dos folíolos, cálice e pétalas. Caracteriza-se pelos folíolos coriáceos, castanho-esverdeados com manchas alvas e pelo cálice em geral em forma de cúpula. Dentre as espécies que ocorrem no Cerrado, compartilha com E. parvifolia as escamas arredondadas de superfície lisa e contorno regular, a presença de tricomas simples negros na face abaxial dos folíolos e os menores portes, sendo as únicas espécies que ocorrem no Cerrado que não ultrapassam 10 m de altura. Entretanto, as duas espécies diferem pelos caracteres mencionados na chave e quanto à distribuição geográfica, E. gracilipes ocorre na Bolívia e no Brasil desde Rondônia até São Paulo, enquanto E. parvifolia é endêmica da Cadeia do Espinhaço de Minas Gerais.

### Links externos para sinônimos
- Documentos sobre Bombax gracilipes na Biodiversity Heritage Library
- Bombax gracilipes no GBIF